# Gorla
Gorla – stacja metra w Mediolanie, na linii M1. Znajduje się na Piazza Gorla w  Mediolanie i zlokalizowana jest pomiędzy stacjami Precotto a Turro. Została otwarta w 1964.